# Coulée verte de Colombes
La Coulée verte de Colombes, en France, est une promenade aménagée à l'emplacement d'une voie ferrée désaffectée entre la gare de Colombes au nord et la gare des Vallées à la Garenne-Colombes au sud, sur une longueur de 1 km environ.

## Création de la voie ferrée

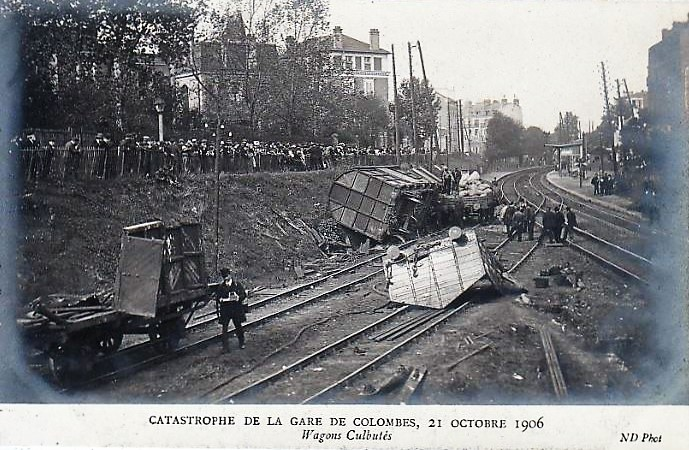
Déraillement sur la bretelle de raccordement entre Colombes et les Vallées (1906).

Une enquête publique est lancée en juillet-août 1874 pour la création d'une voie de raccordement entre la ligne d'Argenteuil d'une part et les lignes de l'ouest vers Saint-Germain, Versailles et Rouen d'autre part, sans avoir à passer par Paris, ni même traverser la Seine au pont d'Asnières. L'enquête remporte l'adhésion des communes et du conseil général de la Seine.
La loi du 21 décembre 1875 autorise cette création. Mais le projet avance lentement, à cause des réticences des propriétaires. Le conseil municipal essaye de s'y opposer, car la voie allait couper de nombreux chemins et rues par des passages à niveau. Cependant quelques franchissements sont prévus avec des ponts routiers : Rue Henry-Litolff, rue Pierre-Joigneaux, rue Pasteur, avenue de l'Europe (route nationale 309a) au niveau du pont des Bruyères, tandis qu'une passerelle à l'usage des piétons est prévue entre la rue des Lilas et la rue Henri-Martin.
Ce n'est qu'en octobre 1879 qu'un tribunal civil approuve les expropriations nécessaires. La voie ouvre en 1881 pour le seul trafic de marchandises. En raison des contraintes des locomotives à vapeur, elle est quasiment horizontale, en remblai sur la partie nord et en tranchée sur la partie sud. C'est le passage à niveau de la rue des Monts-Clairs qui fait l'objet du plus de plaintes, avec même le dépôt d'une pétition à la mairie en 1892 .
Pendant la Seconde Guerre Mondiale, cette voie ferrée voit passer des convois militaires, transportant notamment des troupes allemandes et des batteries anti-aériennes,.
En 1966, les locomotives à vapeur laissent la place aux locomotives diesel, la voie ferrée n'ayant jamais été électrifiée. Des trains complets de 750 m chargés de voitures neuves en provenance des usines de Poissy l'empruntent, entrainant de longues attentes au passage à niveau. 
Elle est désaffectée en 1979,.

## Transformation
Pendant seize ans, la nature a repris ses droits. La double voie ferrée a été conservée (même si elle est partiellement enterrée).
En 1995, l'emplacement a été aménagé en site de sensibilisation à l’environnement dans sa partie nord (celle vers Colombes). Il est géré de façon écologique afin de favoriser la biodiversité de la faune et de la flore, d’où son aspect sauvage. 
Des leviers d'aiguillages (levier à serrure Bourré, levier en I) sont conservés et entretenus à des fins pédagogiques.
Deux wagons servent à la fois de bureaux et de salle d’accueil des scolaires tout au long de l'année, mais aussi de salle d'exposition.
La partie sud (celle vers les Vallées), accessible par la rue Félix-Faure, a été aménagée et ouverte au public en 2006.
Dès 2018, le parc est prolongé sur les restes de l'ancienne voie ferrée jusqu'à Bois-Colombes. Cette dernière partie, plus minérale que la première, tranche avec l'aspect sauvage de la première.

## Équipements
Lieu d'expérimentation écologique, la Coulée Verte accueille plusieurs dispositifs destinés à sensibiliser le public aux bonnes pratiques environnementales. Un espace de compostage est créé dans la partie la plus ancienne, ainsi que des nichoirs et hôtels à insectes.
L'un de ces nichoirs est notamment équipé d'une caméra permettant la diffusion d'images en direct lorsqu'il est occupé.

## Street art
La Coulée Verte de Colombes est un lieu d'expression privilégié pour les street-artists, sous les ponts qui surplombent le parc se relayent des œuvres d'art éphémères en graffiti.